# Robert Vinícius Rodrigues Silva
Robert Vinícius Rodrigues Silva (Pirapora, 13 aprile 2005) è un calciatore brasiliano, attaccante del Copenaghen.

## Carriera
Nato a Pirapora, è entrato nelle giovanili del Cruzeiro nel 2016 all'età di undici anni. Il 25 maggio 2021 ha firmato il suo primo contratto professionistico con il club brasiliano.
Il 9 giugno 2023 ha rinnovato fino al 2027 ed è stato aggregato al gruppo della prima squadra. Ha debuttato l'8 luglio seguente rimpiazzando Stênio nell'incontro di Série A contro il Vasco da Gama.
Il 6 agosto 2024 viene acquistato dal Copenaghen.

## Statistiche

### Presenze e reti nei club
Statistiche aggiornate al 10 novembre 2023.
| Stagione        | Squadra         | Campionato      | Campionato | Campionato | Coppe nazionali | Coppe nazionali | Coppe nazionali | Coppe continentali | Coppe continentali | Coppe continentali | Altre coppe | Altre coppe | Altre coppe | Totale | Totale | Totale |
| Stagione        | Squadra         | Comp            | Pres       | Reti       | Comp            | Pres            | Reti            | Comp               | Pres               | Reti               | Comp        | Pres        | Reti        | Pres   | Reti   |        |
| --------------- | --------------- | --------------- | ---------- | ---------- | --------------- | --------------- | --------------- | ------------------ | ------------------ | ------------------ | ----------- | ----------- | ----------- | ------ | ------ | ------ |
| 2023            | Cruzeiro        | M1/MG+A         | 0+5        | 0          | CB              | 0               | 0               |                    | -                  | -                  |             | -           | -           | 5      | 0      |        |
| Totale carriera | Totale carriera | Totale carriera | 5          | 0          |                 | 0               | 0               |                    | -                  | -                  |             | -           | -           | 5      | 0      |        |

## Palmarès
- Campionato danese: 1

Copenhagen: 2024-2025
- Coppa di Danimarca: 1

Copenhagen: 2024-2025